# Hadagali -S- Dambal, Ron
Hadagali -S- Dambal là một làng thuộc tehsil Ron, huyện Gadag, bang Karnataka, Ấn Độ.